# Cục Hàng hải Việt Nam
Cục Hàng hải Việt Nam (tiếng Anh: Vietnam Maritime Administration, viết tắt: VINAMARINE) là cơ quan trực thuộc Bộ Giao thông vận tải, thực hiện chức năng tham mưu, giúp Bộ trưởng Bộ Giao thông vận tải quản lý nhà nước và tổ chức thực thi pháp luật chuyên ngành hàng hải trong phạm vi cả nước.
Chức năng, nhiệm vụ, quyền hạn và cơ cấu tổ chức của Cục Đường sắt Việt Nam được quy định tại Quyết định số 2818/QĐ-BGTVT ngày 2 tháng 10 năm 2017 của Bộ trưởng Bộ Giao thông vận tải.
Ngày truyền thống của ngành Hàng hải Việt Nam là ngày 5 tháng 5.

## Lịch sử hình thành
- Xem chi tiết: Lược sử hình thành và phát triển ngành Hàng hải Việt Nam[liên kết hỏng]

Ngày 11 tháng 8 năm 1956, thành lập Cục Vận tải thủy thuộc Bộ Giao thông Công chính. Cục là tiền thân của Cục Đường thủy nội địa Việt Nam và Cục Hàng hải Việt Nam.
Ngày 5 tháng 5 năm 1965, giải thể Cục Vận tải thủy để thành lập Cục Vận tải đường biển và Cục Vận tải đường sông trực thuộc Bộ Giao thông vận tải.
Ngày 28 tháng 11 năm 1978, thành lập Tổng cục Đường biển Việt Nam trực thuộc Bộ Giao thông vận tải.
Ngày 29 tháng 6 năm 1992, thành lập Cục Hàng hải Việt Nam trực thuộc Bộ Giao thông vận tải và Bưu điện, theo Nghị định số 239/HĐBT ngày 29 tháng 6 năm 1992 của Hội đồng Bộ trưởng.

## Nhiệm vụ và quyền hạn
Theo Điều 2, Quyết định số 2818/QĐ-BGTVT ngày 2 tháng 10 năm 2017 của Bộ trưởng Bộ Giao thông vận tải, Cục Hàng hải Việt Nam thực hiện chức năng quản lý nhà nước đối với các lĩnh vực chính:
1. Quản lý cảng biển, cảng cạn, hệ thống thông tin duyên hải, luồng hàng hải, hệ thống báo hiệu hàng hải, các khu nước, vùng nước, cơ sở sửa chữa, phá dỡ và đóng mới tàu thuyền.
2. Quản lý tàu biển, thuyền viên, hoa tiêu và nguồn nhân lực hàng hải khác.
3. Vận tải biển và dịch vụ hàng hải.
4. An toàn hàng hải, an ninh hàng hải.
5. Quản lý dự án đầu tư xây dựng.
6. Bảo vệ môi trường trong hoạt động hàng hải.
7. Tham gia giải quyết tranh chấp, khiếu nại về hàng hải; tổ chức xác nhận việc trình kháng nghị hàng hải theo quy định của pháp luật.
8. Hợp tác quốc tế trong lĩnh vực hàng hải.

## Lãnh đạo Cục[4]
- Cục trưởng: Lê Đỗ Mười
- Phó Cục trưởng:

1. Nguyễn Đình Việt
2. Nguyễn Hoàng
3. Hoàng Hồng Giang

## Cơ cấu tổ chức[5]
(Theo Điều 3, Quyết định số 2818/QĐ-BGTVT ngày 2 tháng 10 năm 2017 của Bộ trưởng Bộ Giao thông vận tải)

### Các tổ chức giúp việc Cục trưởng
- Văn phòng Cục
- Phòng Kế hoạch - Đầu tư
- Phòng Tài chính
- Phòng An toàn - An ninh hàng hải
- Phòng Quản lý kết cấu hạ tầng cảng biển
- Phòng Công trình hàng hải
- Phòng Đăng ký tàu biển và Thuyền viên
- Phòng Vận tải và Dịch vụ hàng hải
- Phòng Khoa học - Công nghệ và Môi trường
- Phòng Pháp chế
- Phòng Hợp tác quốc tế
- Phòng Tổ chức cán bộ
- Thanh tra hàng hải
- Văn phòng Thường trực của Ban Thư ký IMO Việt Nam

### Các Chi cục Hàng hải
- Chi cục Hàng hải tại thành phố Hải Phòng
- Chi cục Hàng hải tại Thành phố Hồ Chí Minh

### Các Cảng vụ Hàng hải
- Cảng vụ Hàng hải An Giang
- Cảng vụ Hàng hải Bình Thuận
- Cảng vụ Hàng hải Cần Thơ
- Cảng vụ Hàng hải Đà Nẵng
- Cảng vụ Hàng hải Đồng Nai
- Cảng vụ Hàng hải Đồng Tháp
- Cảng vụ Hàng hải Hà Tĩnh
- Cảng vụ Hàng hải Hải Phòng
- Cảng vụ Hàng hải Kiên Giang
- Cảng vụ Hàng hải Mỹ Tho
- Cảng vụ Hàng hải Nghệ An
- Cảng vụ Hàng hải Nha Trang
- Cảng vụ Hàng hải Quảng Bình
- Cảng vụ Hàng hải Quảng Ninh
- Cảng vụ Hàng hải Quảng Ngãi
- Cảng vụ Hàng hải Quảng Trị
- Cảng vụ Hàng hải Quảng Nam
- Cảng vụ Hàng hải Quy Nhơn
- Cảng vụ Hàng hải Thái Bình
- Cảng vụ Hàng hải Thanh Hóa
- Cảng vụ Hàng hải Thừa Thiên Huế
- Cảng vụ Hàng hải Thành phố Hồ Chí Minh
- Cảng vụ Hàng hải Vũng Tàu

### Các đơn vị sự nghiệp trực thuộc
- Trung tâm Phối hợp tìm kiếm, cứu nạn hàng hải Việt Nam
- Trung tâm Thông tin an ninh hàng hải
- Trường Cao đẳng Hàng hải I
- Trường Cao đẳng Hàng hải II